# András Edit
András Edit (Budapest, 1953. november 6. –) magyar művészettörténész, tudományos főmunkatárs a Művészettörténeti Intézetnél (Magyar Tudományos Akadémia, Bölcsészettudományi Kutatóközpont).

## Karrierje
Tudományos pályafutását az Eötvös Loránd Tudományegyetem Bölcsészettudományi Karán kezdte, ahol művészettörténetet és történelmet tanult, 1997-ben művészettörténetből doktorált.
1977-től 1979-ig a Magyar Nemzeti Galéria Grafikai Osztályának munkatársaként dolgozott. Ezt követően 1979-től 1986-ig a Corvina Könyvkiadó szerkesztőjeként dolgozott. 1987-ben a Magyar Tudományos Akadémia Művészettörténeti Intézetének tudományos munkatársa lett, ahol 2002-ben tudományos főmunkatárssá léptették elő.
Pályafutása során számos elismerésben részesítették tudományos munkásságáért, többek között 1997 és 1998 között Fulbright-ösztöndíjas volt New Yorkban. 1990-1992 és 1997-2002 között az Új Művészet és a Műértő New York-i tudósítója volt.
Tudományos és szakmai eredményei mellett aktív tagja a művészeti közösségnek, a Független Művészeti Központok Ligája Alapítvány kuratóriumának elnöke. Tagja a Nemzetközi Kritikusok Szövetségének (AICA) és a Magyar Újságírók Országos Szövetségének (MUOSZ) is.
Kutatási érdeklődése kezdetben a 20. század első felének kelet-európai (elsősorban orosz) és magyar avantgárdjára irányult. Az 1989-es New York-i útja óta azonban a kortárs művészetre helyezte át a hangsúlyt. Számos nemzetközi konferencián vett részt Budapesten, New Yorkban, Zürichben és Stockholmban, ahol bemutatta kutatásait és meglátásait.
Közép- és Kelet-Európa művészete mellett a kortárs amerikai művészettel is foglalkozott: erről szóló esszéi az Új Művészet kiadásában Kötéltánc címmel jelentek meg kötetben. A kortárs európai művészetről szóló tanulmányainak gyűjteményes kötete szintén kiadás alatt áll.

## Művei

### Könyvek

#### Monográfiák
- Határsértő Képzelet. Kortárs művészet és kritikai elmélet Európa keleti felén. [Imaginary transgression. Contemporary art and critical theory in the Eastern part of Europe] Bölcsészettudományi kutatóközpont Művészettörténeti Intézet, Budapest, 2023
- Kulturális átöltözés. Művészet a szocializmus romjain. [Cultural Cross-dressing: Art on the ruins of Socialism] Argumentum, Budapest, 2009
- Kötéltánc. Tanulmányok az ezredvég amerikai képzőművészetéről [Dancing the Tight Rope: Essays on Contemporary American Art]. Új Művészet Kiadó, Budapest, 2001
- Schönberger Armand. 1885-1974. Corvina Kiadó, Budapest, 1984

#### Szerkesztett könyvek
- Elhallgatva, Budapest Fővárosi Levéltár, Budapest, 2022
- Transitland. Video Art from Central and Eastern Europe 1989-2009. Ludwig Museum of Contemporary Art, Budapest, 2009
- Art Treasures in the Palace of the Hungarian Academy of Sciences. Ed. by --- and Éva Bicskei. MTA MKI & Hungarian Pictures, Budapest, 2006
- Angyalokra szükség van. Tanulmányok Bernáth Mária tiszteletére [Angels Needed: Festschrift for Art historian Mária Bernáth]. MTA MKI, Budapest, 2005
- Tapestry 2. Metamorphoses. Art of Woven Tapestry Past and Present, [exh. cat.] Budapest: Museum of Fine Arts and Association of Hungarian Tapestry Artists, 2005
- George Peck. Layered Time, Layered Paint. [exh. cat.] Ed. by --- and Jonathan Goodman. Budapest: Municipal Picture Gallery, 2002
- Tapestry. International Millenial Contemporary Exhibition. [exh. cat.] Budapest: Museum of Fine Arts and Association of Hungarian Tapestry Artists, 2001
- Válogatás a nagybányai művészek leveleiből 1893-1944. Dokumentumok a nagybányai művésztelep történetéből. II. [Selection of Letters of the Artists from Nagybánya Colony. Documents of the Nagybánya Colony]. Szerk.: --- és Bernáth Mária. MTA MKI & MissionArt Galéria, Miskolc, 1997
- Vízpróba. Water-ordeal. Szerk.: --- és Andrási Gábor. Óbudai Társaskör, Budapest, 1996
- A historizmus művészete Magyarországon. Művészettörténeti tanulmányok. [The Art of Historicism in Hungary: Essays on Art History] Szerk.: Zádor Anna. A szerkesztő munkatársa: --- és Bernáth Mária. MTA MKI, Budapest, 1993
- Tatlin. Szerk.: Larissza Zsadova. (Felelős szerkesztő) Corvina Kiadó, Budapest, 1984

## Szakmai díjak, kitüntetések
- 2008 Az AICA (Association International Critics of Art) műkritikai díja
- 2000 Németh Lajos-díj
- 1993 Az év legjobb cikke nívódíja. Az Új Művészet folyóirat által összehívott szakmai kuratórium díja
- 1985 Minisztériumi Nívódíj a Zsadova: Tatlin kötet (Corvina Kiadó) szerkesztéséért

## Szakmai szervezetek
- 1996–2000 Képzőművészeti Műhelyek Ligája Alapítvány, Budapest – a kuratórium elnöke
- AICA – Association International Critics of Art – tagság
- CAA – College of Art Association – tagság